# Panzerkampfwagen VI Königstiger

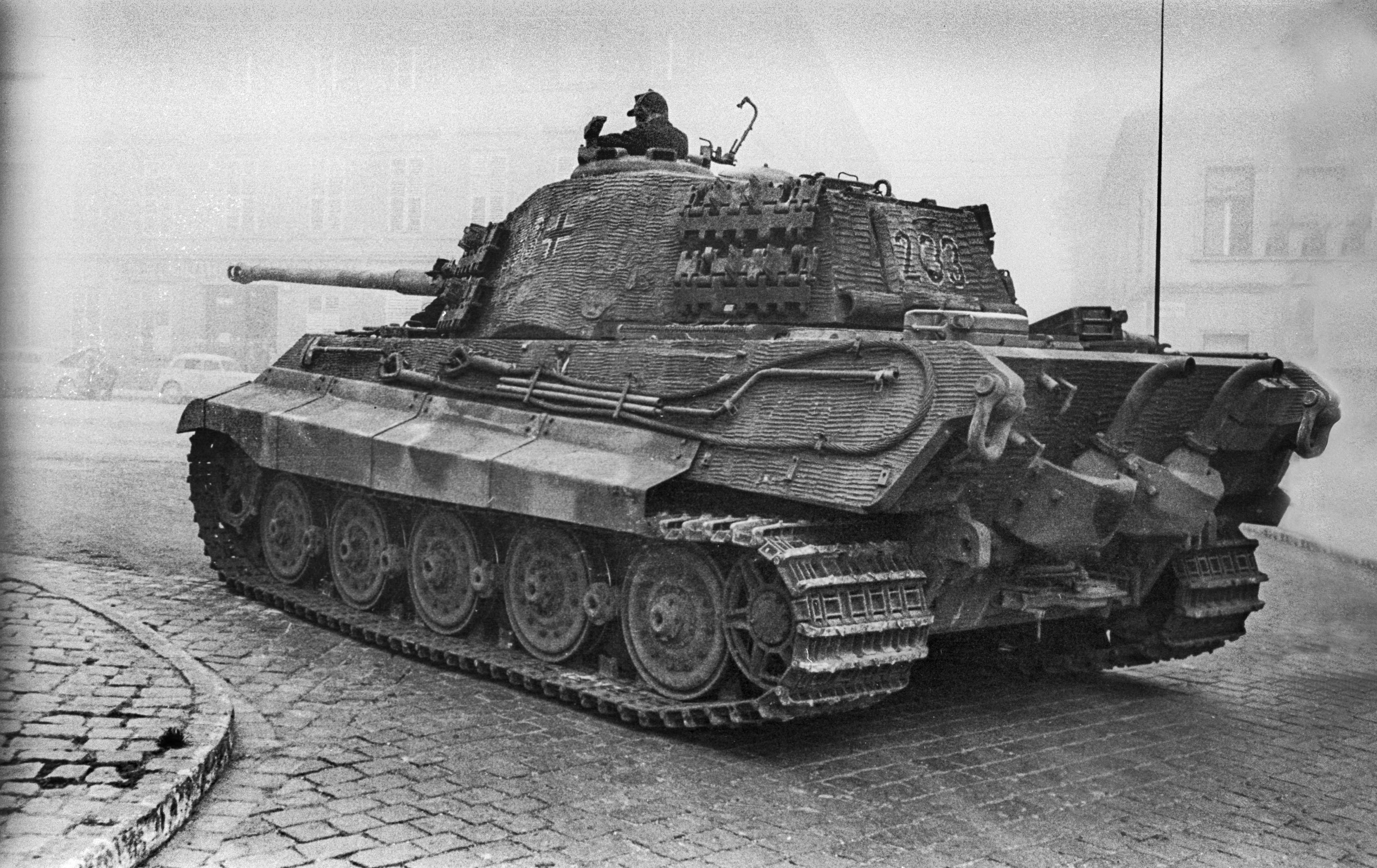
Tiger II under strid i Budapest 1944.

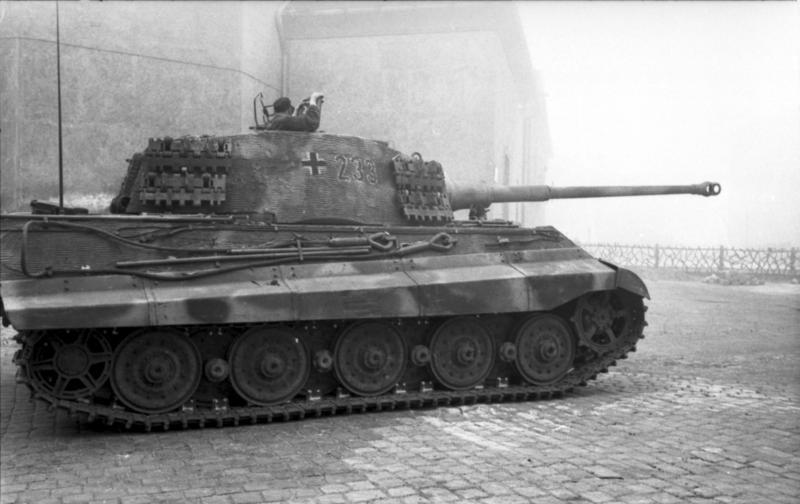
Tiger II under strid i Budapest 1944.

Panzerkampfwagen VI Königstiger (Kungstiger), vanligen kallad Tiger II, inventeringsnamn: Sd.Kfz. 182, är en Nazitysk tung stridsvagn från andra världskriget. Vagnens formella namn var egentligen "Panzerkampfwagen VI „Tiger“ Ausführung B" (Stridsvagn 6 "Tiger" utförande B), förkortat "Pz.Kpfw. VI Tiger Ausf. B" (även "Panzer VI Ausf B", "Pz. VI B", "Tiger B", med flera). Romerska siffran "VI" (6) togs vid senare tillfälle bort av okänd anledning. Vagnen är efterföljaren till Panzerkampfwagen VI „Tiger“ Ausführung E (Tiger I, Tiger E) och delar namn med denna men är egentligen en helt ny konstruktion. Namnet Königstiger är egentligen ett smeknamn och betyder Kungstiger (engelska: bengal tiger; "bengalisk tiger"), men har ofta direktöversatts som King Tiger eller Royal Tiger i amerikansk respektive brittisk litteratur. Till utformningen var vagnen snarast en kombination av Tiger I och den medeltunga stridsvagnen Panzerkampfwagen V Panther. Skrovet konstruerades med sluttande pansar efterliknade det på Panzer V Panther. Tornet var dock helt originellt och hade en avlång form. Huvudbeväpningen bestod av en 88 mm L/71 pansarvärnskanon, en vidareutveckling av den 88 mm L/56 kanon som satt i Tiger I.
Tiger II introducerades på slagfältet under våren och sommaren 1944. Tiger II organiserades i fristående tunga pansarbataljoner (Schwere Panzer Abteilung) där den efterhand ersatte de äldre Tiger I både i Waffen-SS och i den reguljära tyska armén Das Heer. 124 stycken Tiger II ingick i Waffen-SS medan övriga tillfördes arméns tunga stridsvagnsbataljoner (319 stycken) samt övriga enheter (30 stycken). På papperet skulle varje bataljon ha 45 stridsvagnar, en siffra som långt ifrån alltid uppnåddes i verkligheten (de flesta enheter hade färre vagnar).
Under sin tjänstetid höll Tiger II titeln som världens tyngsta stridsvagn i bruk, en titel tidigare hållen av franska FCM 2C som togs ur bruk 1940.

## Produktion
1500 Tiger II beställdes, av dessa färdigställdes 490 (inklusive prototyper). Produktionen pågick från slutet av 1943 fram till slutet av kriget 1945.
- 1943: 3
- 1944: 378
- 1945: 107

## I strid
Det råder skilda uppgifter om när Tiger II sattes in i strid första gången. Vissa källor uppger att Tiger II sattes in i strid vid Minsk (östfronten) redan i maj 1944 följt av en annan strid vid Sandomierz, Polen, i juli 1944. Andra källor uppger att Tiger II sattes in i strid för första gången på västfronten (Normandie) 18 juli 1944 och för första gången på östfronten 12 augusti 1944 vid Baranow-brohuvudet vid floden Weichsel. I vilket fall som helst producerades för få Tiger II för att den skulle ha någon större roll under andra världskrigets slutskede. Endast två kompanier med Tiger II sattes in i striderna i Normandie 1944 men dess antal var för litet för att de skulle få någon egentlig effekt på striderna. I augusti hade alla vagnar förlorats. Tiger II sattes också in under Operation Market Garden samt under Ardenneroffensiven, där 45 vagnar ingick i den ökända Kampfgruppe Peiper. Senare deltog Tiger II i försvaret av Tyskland 1945. På östfronten sattes tunga stridsvagnsbataljoner med Tiger II in i strid bland annat i Polen, Ostpreussen, Ungern (Operation Frühlingserwachen) samt slutstriderna vid Seelowhöjderna och under slaget om Berlin. Trots stridsvagnens imponerande prestanda blev dess inverkan på slagfälten ganska liten. På grund av stridsvagnens höga vikt och långsamhet var den i första hand lämplig för defensiva uppgifter. Trots det användes tunga pansarbataljoner med Tiger II ibland i olämplig terräng och i offensiva uppgifter. Exempel på detta är under Ardenneroffensiven 1944 och i Ungern 1945. De flesta Tiger II slogs ut av tekniska fel, brist på bränsle, allierat flyg eller att stridsvagnen fastnade i olämplig terräng. Vid de relativt få tillfällen som Tiger II mötte allierade eller sovjetiska stridsvagnar under för tyskarna gynnsamma förhållanden kunde dock stridsvagnens mycket stora eldkraft och goda pansarskydd medföra stora allierade pansarförluster. Dessa tillfällen var dock relativt få.

## Egenskaper
På grund av sin relativa långsamhet, vikt och höga eldkraft var Tiger II främst lämpad som ett defensivt vapen. Tiger II:s huvudbeväpning bestod av en 88 mm KwK 43-kanon (kort för tyska: kampfwagenkanone, "stridsvagnskanon") med kaliberlängd 71 (6,248 meter eldrör), kamrad för en 88 × 822 mm R-hylsa. Föregångaren Tiger I hade en 8,8 cm KwK 36-kanon med kaliberlängd 56 (4,928 meter), kamrad för en 88 × 571 mm R-hylsa. Tiger II:s längre eldrör och hylsa betydde att den fick högre utgångshastighet och därmed högre räckvidd och pansargenomslag än Tiger I. Två konventionella typer av pansarbrytande ammunition fanns till Kwk 43-kanonen:
- Pzgr39-1 (pansargranat) – vägde 10,2 kg och hade en utgångshastighet på 1 000 m/s[2]
- Pzgr40/43 (kärnprojektil) – vägde 7,3 kg och hade en utgångshastighet på 1 130 m/s

En granat från Tiger II kunde penetrera pansaret på i princip vilken sovjetisk eller västallierad stridsvagn som helst. 
Det som gav Tiger II det främsta övertaget i strid var förbättringar i pansarplåten. Konstruktören använde liknande vinkel-konstruktion av pansarplåt som på ryska T-34 (som var anledningen till Tiger-serien byggdes). Den tidigare frontlutningen på 24° ökades till 56° och tjockleken ökades från 100 mm till 150 mm. På övriga ställen förbättrades lutning och tjocklek i olika dimensioner för att till exempel reflektera undan inkommande eld och kunna rymma större kvantitet ammunition. På grund av sin storleks- och bepansringsökning hade Tiger II ökat mycket i vikt i jämförelse med Tiger I. Pansarskydd, större kanon, och mer ammunition gjorde Tiger II till en problematisk stridsvagn. De stora motorerna Maybach HL 230 P45 som användes i både Tiger I och II slukade mängder av bränsle, som i sin tur var en bristvara under krigstiden. Många Tiger II övergavs av just detta skäl, istället för att skjutas sönder av allierade trupper. Broar och vägar var inte heller utformade för att klara av fordon av denna storlek vilket hindrade framkomligheten. Trots detta skapade Tiger II tillräckligt stor förödelse för de allierade trupperna för att den skulle benämnas med respekt i efterkrigslitteraturen.

## Varianter
VK 45.02 (P) Ausf. A & B
Dessa 2 vagnar var chassikoncept av Porsche som tävlade mot Henschels chassikoncept för vad som kom att bli Tiger II. Projekten var vidareutvecklade ur VK 45.01 (P) som var Porsches Tiger I-prototyp. VK 45.02 (P) A och B var väldigt lika i upphängning och pansar samt använde samma torn men skiljde sig i torn- och motorplaceringen. A-varianten hade tornet framme på vagnen med motorn där bak, medan B-varianten hade tornet längst bak och motorn i mitten. Som Porsches Tiger I-prototyp VK 45.01 (P) skulle dessa vagnar förses med bensin-elektriskt maskineri bestående av 2 bensinelverk som via 2 elmotorer drev bandaggregatets drivhjul. Eftersom denna motorkonfiguration gjorde att VK 45.01 (P) förlorade mot Henschels Tiger I-koncept förlorade även detta koncept mot Henschels Tiger II-koncept. Trots detta hade Krupp redan börjat producera flera VK 45.02 (P)-torn innan en vinnare hade utsetts och dessa kom att användas på de 50 första chassierna av Tiger II som producerades.

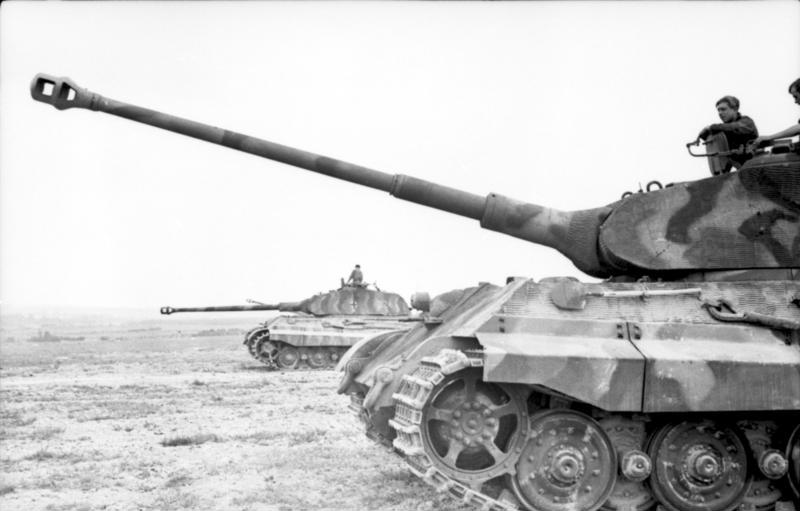
Pz.Kpfw. VI Ausf. B Königstiger Porsche "Sdkfz. 182"
Denna variant av Tiger II hade Krupps VK.45.02 (P)-torn och kom att byggas i 50 exemplar. Den brukar kort kallas för Tiger II (P) eller Kungstiger Porsche (eng: King Tiger Porsche). Det återanvända tornet var, med undantag av det gjutna frontpansaret, gjort av valsad stålplåt, med kraftigt inåtlutade sidor och bakdel (cirka 30 grader) och en komplicerad utbuktning för vagnchefens kupol på vänster sida, vilket gjorde det något tidskrävande att producera. Därutöver hade tornets frontpansar en avrundad underkant vilket liksom på Panthern gav en tendens att orsaka rikoschetter ner mot tornkransen och mot skrovets tak. Pansaret i sig var 100 mm tjockt på fronten, 82 mm på sidorna, och 80 mm bak, med 40 mm tjockt tak. Vissa tidiga vagnar med detta torn hade även en tidig variant av 88 mm KwK 43 som skiljde sig från den vanliga kanonen genom att ha en helgjuten pipa.

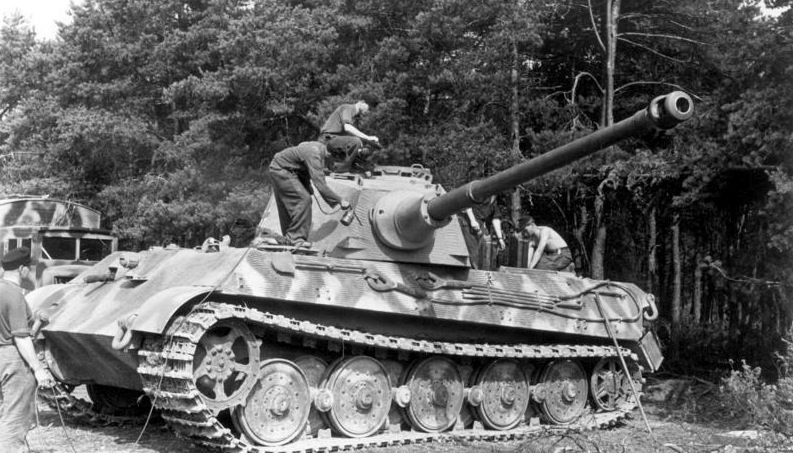
Pz.Kpfw. VI Ausf. B Königstiger Henschel "Sdkfz. 182"
Panzerkampfwagen VI Ausf. B Henschel, kort Tiger II (H) eller Kungstiger Henschel (eng: King Tiger Henschel), var standardvarianten av Tiger II. Krupp hade här ritat upp ett förenklat torn där det gjutna frontpansaret ersattes med en 185mm tjock och lätt bakåtlutad stålplatta. Pansaret på tornets sidor och bakdel var 80 mm tjockt men gav något sämre skydd då lutningen minskades till ca 20 grader. Detta gav ett bredare tak varpå installation av vagnchefens kupol var möjlig utan större ingrepp på sidopansaret. Takpansaret ökades på till 44 mm. Alla vagnar hade den vanliga 2-dels pipan på 88 mm KwK 43 kanonen.
Pz.Kpfw. VI Ausf. B mit 10.5cm KwK L/68
Denna variant var ett förslag att uppbeväpna Tiger II med en 105 mm kanon. Den brukar kort kallas för Tiger II 105 eller bara Tiger 105 av pansarentusiaster. Förslaget kom från Krupp 1944 och de föreslog att montera en 105 mm KwK L/68-kanon i Tiger II för att kunna bekämpa de framtida sovjetiska och allierade stridsvagnarna som höll på att utvecklas. På grund av det lite trånga tornet skulle kanonen behövt använda laddningshylsor, det vill säga när hylsan och projektilen inte förvaras ihop utan kommer ihop när det laddas i loppet. Detta skulle även krävt en till laddare som då skulle göra det ännu trängre i tornet. Användningen av laddningshylsor skulle även påverka eldhastigheten av kanonen då det kräver dubbla momenten för att ladda om. På grund av detta kom projektet inte längre än till överbefälhavarna i den tyska armen som gav avslag på förslaget på grund av de ovan nämnda anledningarna. Om projektet hade realiserats hade kanonen ökat Tiger II:s kapacitet att slå igenom pansar med bara ca 10-15%.
Pz.Kpfw. VI Ausf. B mit Entfernungsmesser
Detta var en plan att montera en avståndsmätare på Tiger II. Slagen på slätterna i Nordafrika och Ryssland hade visat att man inte längre kunde förlita sig på att mäta avståndet genom att gissa eller avfyra ett par skott och kalibrera med ögonmått. De senare kanonerna i kriget kunde enkelt skjuta på flera mils avstånd till skillnad från de tidiga kanonerna i kriget som bara kunde skjuta på ett par kilometer som bäst vilket ledde till att man behövde ha något riktmedel för att träffsäkert kunna skjuta på långa avstånd. Man började då utveckla en avståndsmätare för Pz.Kpfw. V Panter Ausf F och Tiger II (H). Avståndsmätaren skulle monteras i Panterns nya F torn kallat "Schmaltürme" (litet torn) och Tiger II:s serietorn. Avståndsmätaren monteras mellan två bulor på varsin sida om tornet. Avståndsmätaren skulle enbart användas av skytten och inte vagnchefen då man ansåg att han hade för många andra uppgifter. Avståndsmätaren kunde användas mellan 550 och 20000 meter. Den 28 februari 1945 frågade man alla torntillverkare när de kunde börja bygga torn som kunde använda den nya avståndsmätaren. Krupp som tillverkade tornen till Tiger II sa att de tidigast kunde producera ett torn den 31 mars 1945 men planerade att börja under mitten av juli 1945. Detta var för sent då fabriken som tillverkade tornen hann bli erövrad av de allierade innan detta kunde ske.
Pz.Kpfw. VI Ausf. B mit Simmering Sla.16
Denna Tiger II var en prototyp som var upgraderad med en Sla.16 dieselmotor på 750 hästkrafter utvecklad av Simmering- Graz-Pauker i Wien. Denna motor var mycket bättre än originalmotorn HL230 på 690 hk från Maybach som satt i de vanliga Tiger II-vagnarna, samt Tiger I och Panter. Prototypen byggdes ihop och testades av Nibelungen Werke. Testresultaten verkar inte ha överlevt kriget men testen verkar ha varit lyckade då motorn föreslogs att användas i Pantern, Jagdtiger och även i Panzerkampfwagen VIII Maus. Slutet av kriget satte sista spiken i kistan för detta projekt och prototypen var den enda Tiger II som uppgraderades med denna motor.
Pz.Kpfw. VI Ausf. B mit Maybach HL234
Detta var en annan planerad uppgradering av Tiger II:s motor. Maybach hade under slutet av kriget konstruerat en uppgraderad version av sin HL230-motor som satt i Tiger II. Denna motor hade bränsleinsprutning och skulle kunna komma upp i 800 till 900 hästkrafter. Den skulle även ha en kompressor som skulle kunna tillfälligt öka hästkrafterna med ytterligare 300. Detta skulle i praktiken ha löst Tiger II:s hastighetsproblem.
Panzerjäger Tiger Ausf. B Jagdtiger

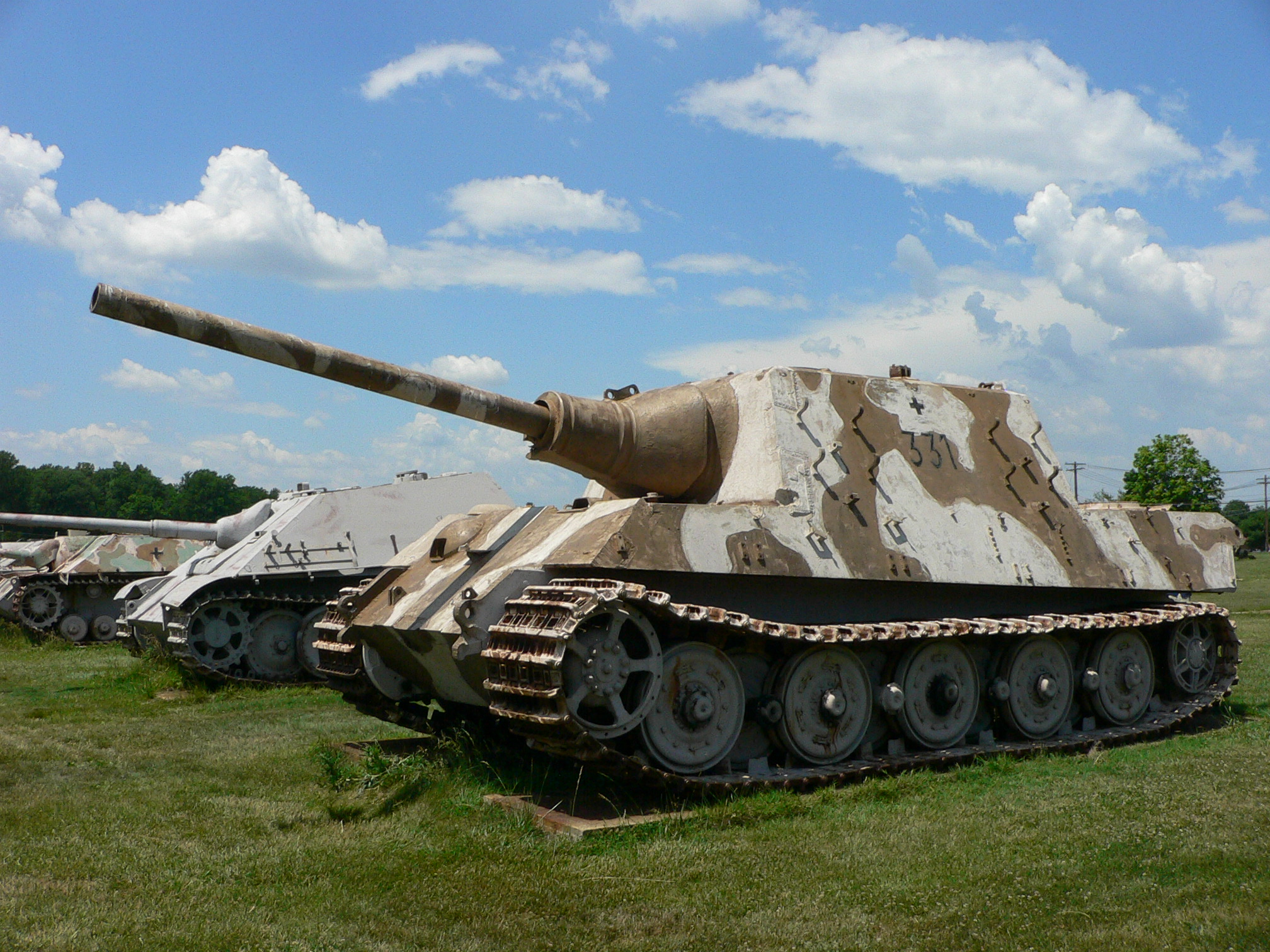
Panzerjäger Tiger Ausf. B Jagdtiger "Sd.Kfz. 186"

Jagdtiger var en pansarvärnskanonvagn byggd på Tiger II chassit och byggdes i 3 varianter med flera andra varianter planerade. Pansarvärnskanonvagnen "Jagdtiger" hade inget torn utan kanonen var fastmonterad i en påbyggd del av chassit, också refererad till som "superstructure". Den här påbyggnaden möjliggjorde för monteringen av en mer kraftfull och i mått större kanon, "128 mm PaK 44 L/55". Genomslagskraften av detta vapen var under denna tid (1944) utan motstycke och kunde bekämpa alla Allierade stridsvagnar över flera kilometer. Det redan tunga Tiger II chassit (Panzerkampfwagen VI Ausf B Königstiger), blev ytterligare tyngre med påbyggnaden och kanonen som Pansarvärnskanonvagnen "Jagdtiger" besatt. Påbyggnaden var försedd med en pansartjocklek av 250 mm, detta ska på papper vara icke-penetrerbart för existerande Allierad pansar. Vikten gav upphov till frekventa mekaniska problem och en allmänt dålig framkomlighetsförmåga. 
Geschützwagen Tiger

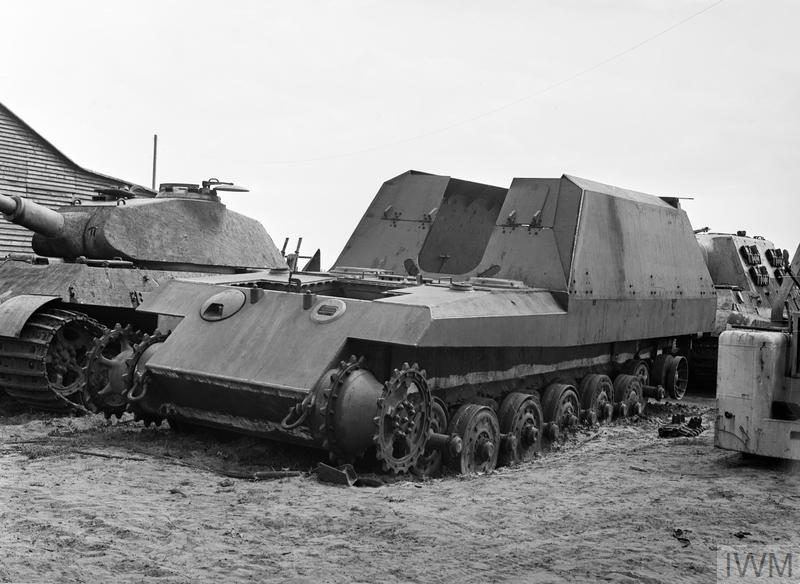
GW Tiger prototypen, här tagen av de allierade.

Geschützwagen Tiger var en Bandkanon baserad på Tiger II-chassit. Vagnen var modulär och konstruerad att kunna bära 2 olika vapensystem, en 170 mm K72 L/50-kanon eller en 210 mm M18/1 L/31 mörsare och skulle därför ha två olika beteckningar beroende på vilket vapen som bars. Dessa var Geschützwagen Tiger für 17 cm Kanone 72 (Sf.)’ eller ‘Geschützwagen Tiger für 21 cm Mörser 18/1 (Sf.)’. Namnen betyder vapenvagn för 17 cm kanon 72 eller 21 cm mörsare 18. I modern tid brukar det långa namnet kortas ner till GW Tiger 17 eller 21 för lättare uttal men även under kriget fick fordonet ett kortare namn av tyskarna vilket var Grille 17 och 21. Geschützwagen Tiger var baserad på ett förlängt Tiger II-chassi som hade mycket mindre pansar. Själva chassit hade 30 mm av pansar runt om medan kasematten bara hade 16 mm pansar runt om. Projektet började redan i juni 1942 men det tog ända till slutet av 1944 innan en prototyp började tillverkas. Trots att vagnen var en artilleripjäs skulle vagnen vara kapabel att skjuta både direkt och indirekt. 170 mm-kanonen kunde skjuta både högexplosiv och pansarbrytande ammunition med en imponerande genomslagsförmåga på pansarprojektilen. Den hade 2 kilogram sprängmedel i sig och kunde penetrera över 200 mm pansar på 4 kilometer. Själva vagnen blev nästan färdigbyggd, bara kanonen hann inte monteras tillsammans med optik och annan mindre utrustning innan de allierade tog den.
Det fanns även planer på att använda flera supergrova mörsare designade av Skoda på GW Tiger. Dessa var mörsarna 305 mm B20, 305 mm B32 och en 420 mm mörsare med prefixet B men med okänt nummer.

## Slutsats
Tiger II var en extremt kraftfull men ändå undermålig stridsvagn för sin tid. Den hade en av de mest kraftfulla och effektiva pansarvärnskanonerna under hela andra världskriget. Kanonen kunde penetrera över 230 mm pansar med pansargranater vilket kunde penetrera alla kända allierade stridsvagnar som användes mot tyskarna under kriget.
Pansaret var på pappret extremt kraftfullt också. Det frontala pansaret på Tiger II var teoretiskt ogenomträngligt för alla allierade kanoner. Det frontala pansaret var 150 mm tjockt och sluttande vilket gav en effektiv tjocklek på över 200 mm. Tornets frontala pansar hade endast en sluttning på några grader, men var av en respektabel tjocklek på 185 mm. Bara ett fåtal kanoner under kriget ska teoretiskt kunna penetrera detta. Dock var tyskarna dåliga på att anlöpa pansar under den andra halvan av kriget vilket ledde till pansar med sämre kvalitet. Eftersom nästan alla vuxna män var i militär tjänst under den andra halvan av kriget blev byggkvalitén sämre då man var tvungen att använda icke kvalificerade arbetare, krigsfångar och andra slavarbetare (som judar) för att bygga stridsvagnar. Detta ledde till dåliga svetsningar för det mesta. Den låga kvalitén på pansaret och de dåliga svetsningarna gjorde att Tiger II:s skydd var undermåligt och det finns rapporter om att ryska 122 mm spränggranater kunde slå sönder svetsningen på en Tiger II frontalt på långt avstånd. Om inte svetsningarna gick sönder av fientlig eld gick pansaret sönder. De flesta 3-tums (76,2mm) kanonerna som användes av de allierade kunde penetrera en Tiger II frontalt i tornet med volfram- och underkalibrig ammunition. Den sovjetiska 122 mm kanonen på IS-2 och ISU-122 hade svårt att slå igenom tornfronten på medellångt avstånd om kvalitén på pansaret inte var alltför för dålig. Den kinetiska energin var dock ofta tillräcklig för att bräcka tornlagringen, brista svetsningar och skapa internt splitter, varför ett penetrerande skott ofta inte var nödvändigt. Relativt frontalpansaret var vagnens sidopansar relativt tunt (80 mm) med vek sluttning och kunde enkelt genomslås av de flesta fientliga pansarvapen så länge god anslagsvinkel hölls.
Utöver det undermåliga pansaret var vagnen extremt tung och motorn opålitlig. Motorn var överstressad som resultat av den tunga vikten (nästan 70 ton) och inadekvat konstruerad av olika faktorer. Det finns många historier om att krigsfångar och slavarbetare saboterade motorerna på fabriken. Och om inte motorn gick sönder gick växellådan sönder. Detta var på grund av att tyskarna använde kugghjul med raka tänder vilket lätt kunde gå sönder under stress, detta ihop med dålig stålkvalité var förödande. Även här finns det många historier om sabotage på fabriken där kugghjuls tänder slogs av. Om motorn eller växellådan gick sönder i fält kunde det ta flera veckor att få vagnen stridsduglig igen. När det blev ont om reservdelar under krigets slutskede tillsammans med att bärgningsutrustning inte var vanlig valde besättningar i många fall att lämna och förstöra stridsvagnen när den gick sönder. Ofta sprängde man vagnen med sprängdeg eller handgranater, men det finns flera fall när man tömde kanonens rekylhydraulik på olja och avfyrade kanonen för att få den att lossna och förstöra stridsrummet, eller i vissa fall bara förstöra kanonen.
Utöver den dåliga byggkvalitén var Tiger II extremt dyr och tog lång tid att bygga. Bara upphängningen kostade 866 000 Riksmark (flera miljoner SEK idag) och tog 360 arbetstimmar att bygga. Det fanns idéer på att göra vagnen billigare och effektivare att bygga med t.ex. en ny upphängning av Porsche som bara kostade 462 000 Riksmark och tog 140 arbetstimmar att bygga. Ett annat förslag var en ersättare för Tiger II kallad Entwicklung E75, som enligt vissa källor skulle varit en förenklad Tiger II med ny fjädring och upphängning och med ett nytt torn och skulle därför bli billigare och snabbare att producera.
Trots alla problem var Tiger II en effektiv stridsvagn när den väl var i gömd försvarsposition, vilket den ofta fick vara efter dagen-D. Det råder ingen tvekan om att Tiger II "tekniskt sett" var en mycket framstående stridsvagnskonstruktion. Vagnen var en utmärkt vapenplattform och hade en av de bästa eldkrafterna för sin tid. Även om enheter med Tiger II nådde framgång i enskilda strider är det dock mycket tveksamt om satsningen att ta fram ett sådant dyrt och komplicerat vapensystem som Tiger II överhuvudtaget var rätt. Flera företag hade redan innan kriget försökt ta fram ett enat system för stridsvagnar som skulle använda samma delar och skulle gjort reparation och konstruktion lätt och billig. Ett sådant system blev aldrig populärt hos Hitler som bara ville ha moderna fordon och struntade i priset.

## Användning i Sverige

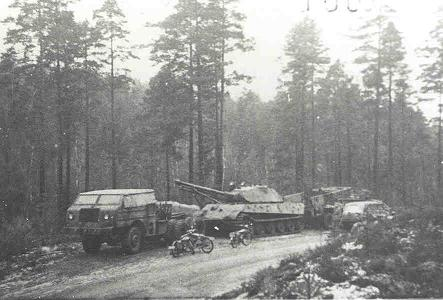
Under transport till Karlsborg.

Svenska staten köpte in en Tiger II (Panzerkampfwagen VI Ausf B) från Frankrike år 1947, i köpet ingick även en Panther. Tigervagnen levererades med båt till Stockholm den 27 november 1947, och var en av de 50 första tillverkade vagnarna, vilka hade försetts med ett torn tillverkat av Porsche. Syftet med köpet var bland annat att testa framkomligheten i svensk terräng. Testerna blev inte så långvariga, då försöksteamet körde sönder en arm till spännhjulet till drivbandet. Vagnen reparerades, men kom inte att kunna testas i samma omfattning som tidigare. Beslut togs då att transportera vagnen till en provskjutningscentral i Karlsborg. Vagnen transporterades till Finnerödja 6 mil norr om Karlsborg. Då styrningen var ur funktion släpades vagnen hela vägen ner till Karlsborg. Att man inte valde att transportera vagnen med tåg berodde på att provskjutningscentralen låg norr om Karlsborg och kanalbron i Karlsborg som man då behövde passera ej klarade vagnens vikt på 69 ton. Transporten från Finnerödja till Karlsborg genomfördes med hjälp av en M4 Sherman, M25 Stridsvagnsbärgare och 6 000 liter bränsle, allt som allt kostade transporten 10 000 kronor. Väl på plats vid provskjutningscentralen utgjorde den skjutmål vid utprovning av underkalibrerad ammunition till Pansarvärnskanonvagn m/43 och utveckling av Granatgevär m/48. Tornet till vagnen hamnade sedan på Kråks skjutfält söder om Karlsborg, tornets och chassits senare öde är okänt. Kanonen som var bortmonterad från tornet destruerades av Bofors under 1990-talet. Kvar av vagnen finns endast motor och växellåda med styrväxel samt en lucka till tornet. Motorn och växellådan blev föremål i ett åtal gällande mutbrott. Detta då de lånades ut av Pansarmuseet i Axvall till Storbritannien, och när de lämnades tillbaka hade de ersatts av delar från en skrotmotor. Motorn och växellådan hittades vid en husrannsakan av brittiska polisen och återlämnades till Sverige. Mutbrottet gällde att den dåvarande chefen för Pansarmuseet ska fått en ersättning på 100 000 kronor, dock i tron om ersättning för ett gott samarbete.

## Bevarade exemplar
- The Tank Museum (Storbritannien)
  - Porschetorn

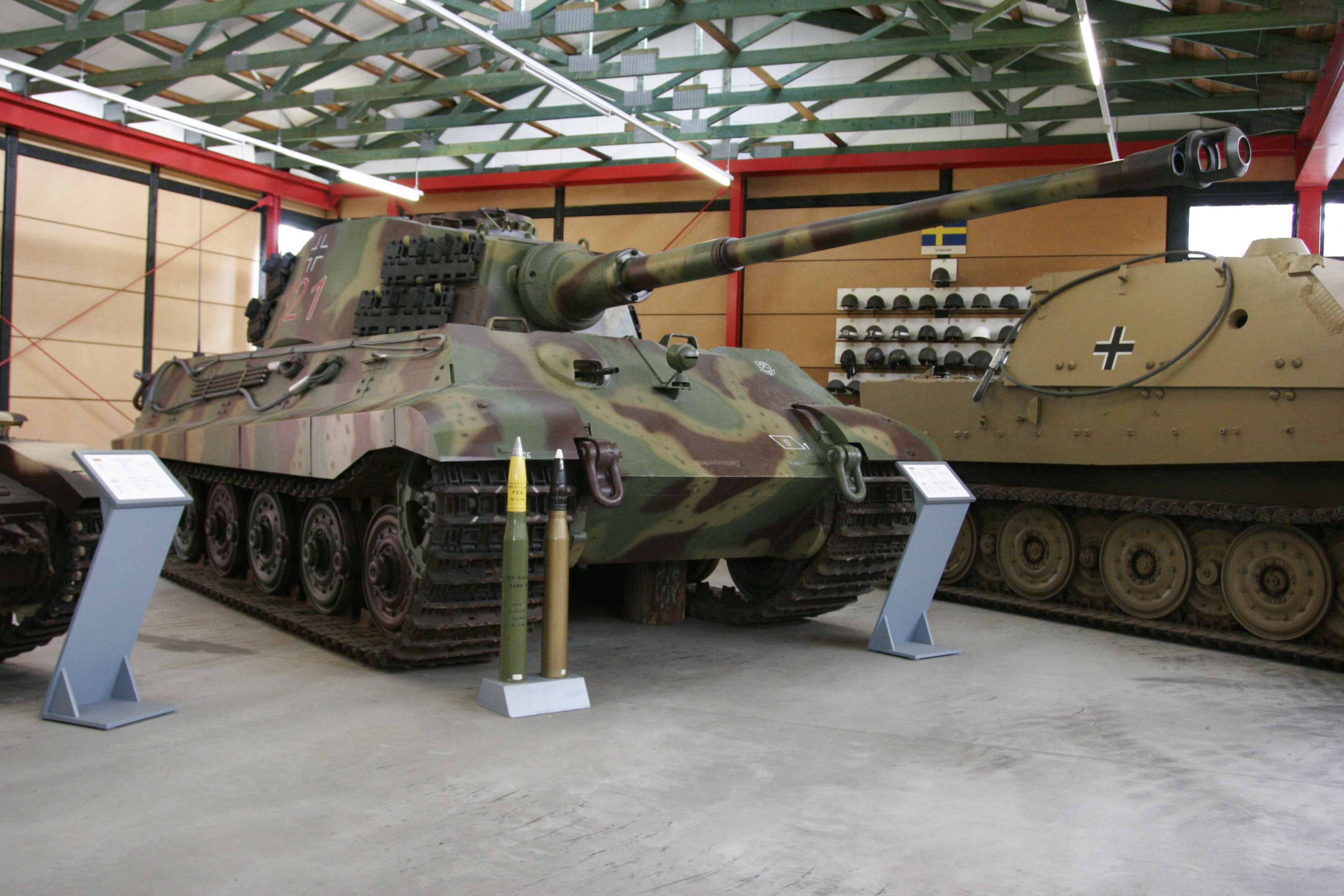
Tiger II

- Shrivenham Study Collection (Storbritannien)
  - Utan motor
- Munster stridsvagnsmuseum (Tyskland)
- Musée des Blindés (Frankrike) 
  - Enligt museet är det den enda i körbart skick i världen.
- Thun Tank Museum (Schweiz)
- Kubinka stridsvagnsmuseum (Ryssland)
- Patton Museum, Fort Knox, KY (USA)
- Museum 44, La gleize (Belgien)
  - Kanon återskapad i trä